# Arco cantante

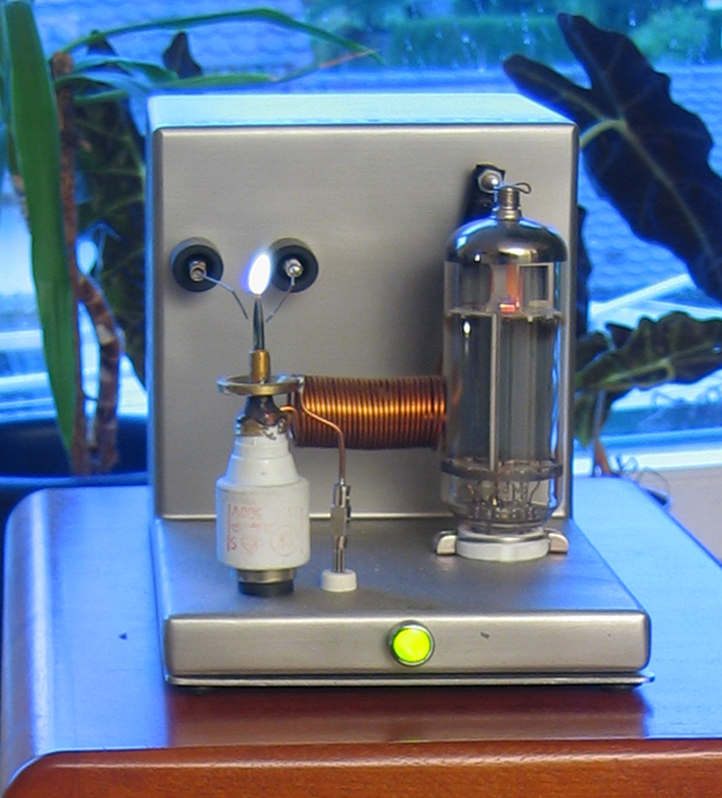
Arco cantante

Un arco cantante es una forma de parlante que funciona al hacer variar la presión del aire usando un plasma de alta energía en vez de un diafragma sólido.

## Historia
El físico británico William Du Bois Duddell (William Duddell) descubrió, en el transcurso de unas investigaciones, que, aplicando una variación de voltaje a una lámpara de arco, podían crear frecuencias audibles que podía controlar. Cuanta más electricidad suministraba al prototipo, más alto era el sonido, sin la necesidad de un amplificador. La lámpara, literalmente, cantaba.
El gobierno inglés le encargó, en 1899, que eliminara el molesto tatareo de estas lámparas, utilizadas antes de que Thomas Edison inventara la iluminación eléctrica para las calles.
Más adelante Duddell, enlazando las lámparas de arco a un teclado, inventó un instrumento musical eléctrico, al que denominó «Arco cantante» (Singing Arc). Fue el primer instrumento electrónico que era audible sin usar el sistema amplificación de teléfono como altavoz. El primer instrumento enteramente electrónico fue el Telarmonio.
Duddell, desafortunadamente, no encontró la financiación necesaria para iniciar la comercialización de su invento y el arco cantante quedó únicamente como prototipo.